# Campeonato Rondoniense
Campeonato Rondoniense – ligowe mistrzostwa brazylijskiego stanu Rondônia. W latach 1945–1990 mistrzostwa stanu były rozgrywkami amatorskimi. Liga zawodowa wystartowała dopiero w 1991 roku.

## Format
Pierwsza liga
- Pierwszy etap

kluby grają ze sobą systemem każdy z każdym mecz i rewanż
- Drugi etap

Cztery najlepsze kluby z pierwszego etapu grają systemem pucharowym mecz i rewanż. Zwycięzca drugiego etapu zostaje mistrzem stanu.
Klub, który zajął ostatnie miejsce w pierwszym etapie spada do drugiej ligi.
Jak w przypadku innych brazylijskich rozgrywek format często ulega zmianie.

## Kluby
Pierwsza liga
- Sport Club Ulbra Ji-Paraná
- Vilhena Esporte Clube (Vec)
- Ji-Paraná Futebol Clube
- Sociedade Esportiva União Cacoalense
- Sport Club Genus Rononiense
- Clube Atlético Pimentense
- Sport Club Shallon

Druga liga
- Cruzeiro Esporte Clube
- Sociedade Esportiva Ariquemes
- Clube Recreativo Esportivo Jaruense
- Armazém Morumbi Futebol Clube
- Moto Esporte Clube
- Rolim de Moura Esporte Clube

## Lista mistrzów

### Era amatorska
| - 1945 Ypiranga - 1946 Ferroviário - 1947 Ferroviário - 1948 Ferroviário - 1949 Ferroviário - 1950 Ferroviário - 1951 Ferroviário - 1952 Ferroviário - 1953 Ypiranga - 1954 Moto Clube - 1955 Ferroviário - 1956 Flamengo - 1957 Ferroviário - 1958 Ferroviário - 1959 Ypiranga - 1960 Flamengo - 1961 Flamengo - 1962 Flamengo - 1963 Ferroviário - 1964 Ypiranga - 1965 Flamengo - 1966 Flamengo - 1967 Flamengo | - 1968 Moto Clube - 1969 Moto Clube - 1970 Ferroviário - 1971 Moto Clube - 1972 Moto Clube - 1973 São Domingos - 1974 Botafogo - 1975 Moto Clube - 1976 Moto Clube - 1977 Moto Clube - 1978 Ferroviário - 1979 Ferroviário - 1980 Moto Clube - 1981 Moto Clube - 1982 Flamengo - 1983 Flamengo - 1984 Ypiranga - 1985 Flamengo - 1986 Ferroviário - 1987 Ferroviário - 1988 not disputed - 1989 Ferroviário - 1990 not disputed |

### Era zawodowa
| Sezon | Mistrz           | Wicemistrz       |  |
| ----- | ---------------- | ---------------- |  |
| 1991  | Ji-Paraná        | Ferroviário (RO) |  |
| 1992  | Ji-Paraná        | Grêmio           |  |
| 1993  | Ariquemes        | Porto Velho      |  |
| 1994  | Ariquemes        | Ji-Paraná        |  |
| 1995  | Ji-Paraná        | Pinheiros        |  |
| 1996  | Ji-Paraná        | Ariquemes        |  |
| 1997  | Ji-Paraná        | Ouro Preto       |  |
| 1998  | Ji-Paraná        | Guajará          |  |
| 1999  | Ji-Paraná        | Pinheiros        |  |
| 2000  | Guajará          | Genus            |  |
| 2001  | Ji-Paraná        | União Cacoalense |  |
| 2002  | CFA              | União Cacoalense |  |
| 2003  | União Cacoalense | CFA              |  |
| 2004  | União Cacoalense | Ji-Paraná        |  |
| 2005  | Vilhena          | Ji-Paraná        |  |
| 2006  | Ulbra (RO)       | Vinhena          |  |
| 2007  | Ulbra (RO)       | Jaruense         |  |
| 2008  | Ulbra (RO)       | Vinhena          |  |
| 2009  | Vinhena          | Genus            |  |
| 2010  | Vinhena          | Ariquemes        |  |
| 2011  | Espigão          | Ariquemes        |  |
| 2012  | Ji-Paraná        | Espigão          |  |
| 2013  | Vinhena          | Pimentense       |  |

## Kluby według tytułów

### Era amatorska
- 17 - Ferroviário (RO)
- 10 - Flamengo (RO) and Moto Clube
- 5 - Ypiranga
- 1 - Botafogo (RO), São Domingos

### Era zawodowa
- 9 - Ji-Paraná
- 4 - Vilhena
- 3 - Ulbra (RO)
- 2 - Ariquemes, União Cacoalense
- 1 - Guajará, CFA, Espigão